# Liste des anciennes communes de la province de Brabant-Septentrional
 (juillet 2023).
Si vous disposez d'ouvrages ou d'articles de référence ou si vous connaissez des sites web de qualité traitant du thème abordé ici, merci de compléter l'article en donnant les références utiles à sa vérifiabilité et en les liant à la section « Notes et références ».
En 1812, la province néerlandaise du Brabant-Septentrional compte 189 communes. En 2021, elles sont au nombre de 61. Les principales étapes des fusions sont la création du Grand Eindhoven (1920), le nord-est de la province et Bréda (1942), le pays d'Altena (1973), le nord-est de la province (1994), la région de Bois-le-Duc (1995), puis la province entière (1997).

## Liste des fusions des communes du Brabant-Septentrional

### 2021
- Haaren > Boxtel, Oisterwijk, Vught et Tilbourg

### 2019
- Aalburg > Altena*
- Werkendam > Altena*
- Woudrichem > Altena*

### 2017
- Schijndel > Meierijstad*
- Sint-Oedenrode > Meierijstad*
- Veghel > Meierijstad*

### 2015
- Maasdonk > Bois-le-Duc (deux villages) et Oss (un village)

### 2011
- Lith > Oss

### 2004
- Geldrop > Geldrop-Mierlo*
- Mierlo > Geldrop-Mierlo*

### 2003
- Ravenstein > Oss

### 1998
- Bergeyk > Bergeijk - modification du nom officiel
- Budel > Cranendonck - modification du nom officiel
- Made > Drimmelen - modification du nom officiel
- Vierlingsbeek > Boxmeer
- Zevenbergen > Moerdijk - modification du nom officiel

### 1997
- Aarle-Rixtel > Laarbeek*
- Alphen en Riel > Alphen-Chaam* et Goirle
- Bakel en Milheeze > Gemert-Bakel*
- Beek en Donk > Laarbeek*
- Berkel-Enschot > Tilbourg
- Bladel en Netersel > Bladel*
- Chaam > Alphen-Chaam*
- Diessen > Hilvarenbeek
- Dinteloord en Prinsenland > Steenbergen
- Drunen > Heusden
- Dussen > Werkendam
- Fijnaart en Heijningen > Zevenbergen
- Gemert > Gemert-Bakel*
- 's Gravenmoer > Dongen
- Halsteren > Berg-op-Zoom
- Heeze > Heeze-Leende*
- Hoeven > Halderberge*
- Hooge en Lage Mierde > Reusel-De Mierden*
- Hooge en Lage Zwaluwe > Made*
- Hoogeloon, Hapert en Casteren > Bladel*
- Huijbergen > Woensdrecht
- Klundert > Zevenbergen
- Leende > Heeze-Leende*
- Lieshout > Laarbeek*
- Luyksgestel > Bergeyk
- Maarheeze > Budel
- Made en Drimmelen > Made*
- Moergestel > Oisterwijk
- Nieuw-Ginneken > Bréda
- Nieuw-Vossemeer > Steenbergen
- Oost-, West- en Middelbeers > Oirschot
- Ossendrecht > Woensdrecht
- Oud- en Nieuw-Gastel > Halderberge*
- Oudenbosch > Halderberge*
- Prinsenbeek > Bréda
- Putte > Woensdrecht
- Raamsdonk > Mont-Sainte-Gertrude
- Reusel > Reusel-De Mierden
- Riethoven > Bergeyk
- Roosendaal en Nispen > Roosendaal*
- Rijsbergen > Zundert
- Sprang-Capelle > Waalwijk
- Standdaarbuiten > Zevenbergen
- Terheijden > Made*
- Teteringen > Bréda
- Udenhout > Tilbourg
- Vessem, Wintelre en Knegsel > Eersel
- Vlijmen > Heusden
- Waspik > Waalwijk
- Westerhoven > Bergeyk
- Willemstad > Zevenbergen
- Wouw > Rosendael*

### 1996
- Berlicum > Saint-Michel-Gestel
- Den Dungen > Saint-Michel-Gestel
- Esch > Haaren
- Helvoirt > Haaren
- Liempde > Boxtel
- Rosmalen > Bois-le-Duc

### 1995
- Heesch > Bernheze - modification du nom officiel

### 1994
- Beers > Cuijk*
- Berghem > Oss
- Cuijk en Sint Agatha > Cuijk*
- Erp > Veghel
- Haps > Cuijk*
- Heeswijk-Dinther > Heesch
- Megen, Haren en Macharen > Oss
- Nistelrode > Heesch
- Oeffelt > Boxmeer
- Oploo, Sint Anthonis en Ledeacker > St.Anthonis*
- Schaijk > Landerd*
- Wanroij > St.Anthonis*
- Zeeland > Landerd*

### 1993
- Geffen > Maasdonk*
- Nuland > Maasdonk*

### 1973
- Almkerk > Werkendam et Woudrichem
- Andel > Woudrichem
- Eethen > Aalburg*
- Giessen > Woudrichem
- Rijswijk > Woudrichem
- Veen > Aalburg*
- Wijk en Aalburg > Aalburg*

### 1971
- Empel en Meerwijk > Bois-le-Duc
- Engelen > Bois-le-Duc

### 1969
- Dinther > Heeswijk-Dinther*
- Heeswijk > Heeswijk-Dinther*

### 1968
- Etten en Leur > Etten-Leur - modification du nom officiel
- Stiphout > Helmond

### 1958
- Alem, Maren en Kessel > Lith et Maasdriel (Gueldre)

### 1951
- Beek > Prinsenbeek - modification du nom officiel

### 1950
- De Werken en Sleeuwijk > Werkendam

### 1942
- Beugen en Rijkevoort > Boxmeer et Wanroij
- Escharen > Grave et Mill en Sint Hubert
- Gassel > Beers
- Ginneken en Bavel > Bréda et Nieuw-Ginneken* (commune créée)
- Linden > Beers et Cuijk en Sint Agatha
- Maashees en Overloon > Vierlingsbeek
- Princenhage > Bréda et Beek* (commune créée)
- Reek > Schaijk
- Sambeek > Oploo, Sint Anthonis en Ledeacker et Vierlingsbeek
- Velp > Grave

### 1941
- Herpen > Ravenstein

### 1939
- Lithoijen > Lith
- Oijen en Teeffelen > Lith

### 1935
- Hedikhuizen > Vlijmen
- Herpt > Heusden
- Lierop > Someren
- Nieuwkuijk > Vlijmen
- Oudheusden > Heusden

### 1934
- Borkel en Schaft > Valkenswaard
- Dommelen > Valkenswaard

### 1933
- Cromvoirt > Vught

### 1926
- Deurne en Liessel > Deurne*
- Vlierden > Deurne*

### 1925
- Soerendonk, Sterksel en Gastel > Maarheeze

### 1923
- Aalst > Waalre
- Capelle > Sprang-Capelle*
- Deursen en Dennenburg > Ravenstein
- Dieden, Demen en Langel > Ravenstein
- Drongelen > Eethen*
- Duizel en Steensel > Eersel
- Genderen > Eethen*
- Huisseling en Neerloon > Ravenstein
- Meeuwen > Eethen*
- Sprang > Sprang-Capelle*
- Vrijhoeve-Capelle > Sprang-Capelle*

### 1922
- Baardwijk > Waalwijk
- Besoijen > Waalwijk
- Bokhoven > Engelen

### 1921
- Oerle > Veldhoven*
- Veldhoven en Meerveldhoven > Veldhoven*
- Zeelst > Veldhoven*
- Zesgehuchten > Geldrop

### 1920
- Gestel en Blaarthem > Eindhoven
- Stratum > Eindhoven
- Strijp > Eindhoven
- Tongelre > Eindhoven
- Woensel > Eindhoven

### 1908
- Drongelen, Haagoort, Gansoijen en Doeveren > Drongelen - modification du nom officiel
- Dussen, Munster en Muilkerk > Dussen - modification du nom officiel
- Heesbeen, Eethen en Genderen > Genderen - modification du nom officiel
- Meeuwen, Hill en Babyloniënbroek > Meeuwen - modification du nom officiel

### 1879
- Emmikhoven > Almkerk

### 1821

#### Fusion
- Alem > Alem, Maren en Kessel*
- Gastel > Soerendonk, Sterksel en Gastel*
- Haren en Macharen > Megen, Haren en Macharen*
- Kessel > Alem, Maren en Kessel*
- Maren > Alem, Maren en Kessel*
- Megen > Megen, Haren en Macharen*
- Nederwetten en Eckart > Nuenen, Gerwen en Nederwetten* et Woensel
- Nuenen en Gerwen > Nuenen, Gerwen en Nederwetten*
- Oploo > Oploo, Sint Anthonis en Ledeacker*
- Sint Anthonis en Ledeacker > Oploo, Sint Anthonis en Ledeacker*
- Soerendonk en Sterksel > Soerendonk, Sterksel en Gastel*

#### Création
- Création de Best à partir de la commune d'Oirschot
- Création d'Engelen et de Vlijmen à partir de la commune de Vlijmen en Engelen, commune supprimée

### 1819
- Bakel > Bakel en Milheeze - modification du nom officiel
- Eethen, Genderen en Heesbeen > Heesbeen, Eethen en Genderen - modification du nom officiel
- Haage > Princenhage - modification du nom officiel

## Référence et source
- (nl) Ad van der Meer et Onno Boonstra, Repertorium van Nederlandse gemeenten 1812-2006, DANS Data Guide 2, La Haye, 2006